# غواصة يو-108
كانت الغواصة يو-108 واحدة من 329 غواصة خدمت في البحرية الإمبراطورية الألمانية خلال الحرب العالمية الأولى.